# Les Aubes douces d'Aldalarann
Les Aubes douces d'Aldalarann est le sixième et dernier tome de la série de bande dessinée Le Cycle de Cyann. Cet album sera néanmoins suivi d'un album hors-série, La Clé des confins : D'☉lh à il☉ et au-delà.

## Fiche technique
- Scénaristes : François Bourgeon et Claude Lacroix
- Dessinateur : François Bourgeon
- Année de publication : 2014
- Genre : science-fiction
- Éditeur : Delcourt
- Nombre de planches : 64 pages – couleur
- (ISBN 978-2-7560-6285-3)

## Synopsis
Cyann doit se cacher du Grand Orbe et se retrouve en exil sur Aldalarann.